# Mangusta 165
Die Mangusta 165 ist eine Luxus-Yacht, die von der Overmarine-Werft im italienischen Viareggio gebaut wird. Sie wurde von der Werft zusammen mit einem italienischen Designteam um Stefano Righini entworfen.
Mit knapp 50 Metern Länge gilt die Yacht bis heute als die Yacht mit dem größten offenen Oberdeck und eines der größten gleitfähigen Wasserfahrzeuge.
Die Yacht wird von drei MTU-Dieselmotoren mit einer Leistung von jeweils 3.397 kW angetrieben. Über drei Wasserstrahlantriebe erreicht das Schiff eine Geschwindigkeit von bis zu 40 Knoten. Als Reisegeschwindigkeit werden 36 Knoten angegeben. Die Reichweite der Yacht beträgt 600 Seemeilen.